# Дондурма
Дондурма — продукт турецкой кухни, напоминающий мороженое. Приготавливается из молока, сахара, салепа и мастики. Считается, что его родиной является турецкий город Кахраманмараш, поэтому дондурму также называют «марашским мороженым» (тур. Maraş dondurması).
Наличие в дондурме салепа в роли загустителя и мастики придаёт мороженому свойства жёсткости и липкости, поэтому это блюдо иногда едят с помощью ножа и вилки. Дондурма тает гораздо медленнее, чем обычное мороженое. В Турции дондурма продаётся обычно с уличных телег со встроенными открытыми ёмкостями, где смесь постоянно перемешивается с помощью длинных палок; торговцы нередко дразнят потенциальных покупателей, вытаскивая с помощью палки длинную вязкую полоску дондурмы на приличную высоту, а затем вновь опуская в ёмкость. Дондурма также является популярным блюдом в ряде турецких ресторанов за пределами родной страны.
По данным на 2010 год, потребление дондурмы в Турции составило 2,8 литра в год на человека. Популярность дондурмы, для изготовления которой используется салеп, привела к резкому сокращению популяции дикой орхидеи в стране и привело к законодательному запрету экспорта салепа.

## См.также
Биджи Биджи